# Víctor Le Bihan
Víctor Hugo Le Bihan (Rosario, 27 giugno 1941 – 7 ottobre 2018) è stato un cestista argentino.

## Carriera
Con l'Argentina ha disputato i Campionati del mondo del 1963, segnando 9 punti in 3 partite.